# Moshoeshoe I
Moshoeshoe I, född cirka 1786, död 11 mars 1870, var kung av Basutoland, nuvarande Lesotho.
Han var en ryktbar hövding, och den som skapade basothofolket som en politisk enhet genom att på 1820-talet sammanföra flera spridda bantustammar som hade besegrats av zulukrigaren Shaka.
Moshoeshoes maktperiod började ungefär år 1828. Från sitt klippresidens vid Taba Bosigo började han då utöva ett stort inflytande. Han bekämpade med stor framgång de första boerkolonisterna och även brittiska trupper som skickats dit för att få ett slut på basothofolkets boskapsplundringar.
Den nuvarande regerande dynastin i Lesotho är ättlingar till Moshoeshoe I.